# Шерлок Гномс
„Шерлок Гномс“ (на английски: Sherlock Gnomes) е американско-британска компютърна анимация от 2018 г. на режисьор Джон Стивънсън. Базиран на персонажа Шерлок Холмс, създаден от Артър Конан Дойл, филмът служи като продължение и спиноф на „Гномео и Жулиета“ (2011). Озвучаващия състав се състои от Джеймс Макавой, Емили Блънт, Чуетел Еджиофор, Майкъл Кейн, Ашли Дженсън, Маги Смит, Мат Лукас, Стивън Мърчант, Ози Озбърн, Мери Джей Блайдж, Джули Уолтърс, Ричард Уилсън, Джейми Деметру, Джони Деп, Декстър Флечър и Джеймс Хонг. Анимацията е осигурена от „Микрос Имейдж“.
Премиерата на филма е в Съединените щати на 23 март 2018 г. от „Парамаунт Пикчърс“ и „Метро-Голдуин-Майер“, които заместват разпространителя на филма, „Уолт Дисни Студиос Моушън Пикчърс“ (чрез „Тъчстоун Пикчърс“) и е първият анимационен филм на „Метро-Голдуин-Майер“ след „Игор“.